# بيتر نورمان نيسن
بيتر نورمان نيسن هو مهندس ومخترع كندي، ولد في 1871، وتوفي في 2 مارس 1930.